# Mahamied Aryphadżyjeu
Mahamied Aryphadżyjeu, Magomied Dawudowicz Aripgadżyjew (ros. Магомед Давудович Арипгаджиев; ur. 23 września 1977 w Kaspijsku) – bokser narodowości awarskiej, reprezentujący Azerbejdżan, a potem Białoruś. W barwach Białorusi zdobył srebrny medal igrzysk olimpijskich w Atenach.

## Kariera amatorska
W 2000 roku, reprezentując Azerbejdżan, wystartował na igrzyskach olimpijskich Sydney w wadze ciężkiej. Odpadł w 1 rundzie, przegrywając z Sebastianem Köberem.
W 2003 roku zdobył srebrny medal podczas mistrzostw świata w Bangkoku. W finale turnieju wagi półciężkiej pokonał go Rosjanin Jewgienij Makarienko.
W 2004 roku zdobył srebrny medal podczas igrzysk w Atenach. W finale pokonał go na punkty Andre Ward.

## Kariera zawodowa
Na ringu zawodowym nie odniósł sukcesów. W sumie stoczył 19 walk, z czego wygrał 16 i doznał 2 porażek. Był mistrzem Białorusi i posiadaczem pasa WBC CIS w wadze półciężkiej. 25 lipca 2006 został pokonany na punkty przez Aleksego Kuziemskiego.